# Antonio Ulrico de Brunswick-Wolfenbüttel

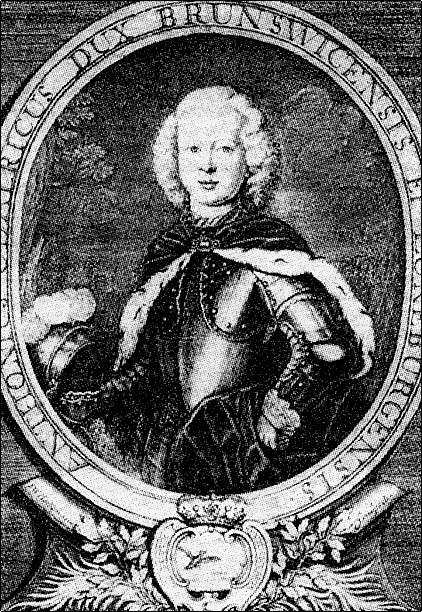
Antonio Ulrico de Brunswick-Wolfenbüttel

Antonio Ulrico (en alemán: Anton Ulrich) (Bevern, Baja Sajonia, 28 de agosto de 1714-Jolmogory, 4 de mayo de 1774), duque de Brunswick-Luneburgo, fue generalísimo del Ejército de Rusia, y marido de Ana Leopóldovna de Mecklenburg-Schwerin, que reinó como regente de Rusia por un año.

## Primeros años
Ulrico fue el segundo hijo de Fernando Alberto II, duque de Brunswick-Lüneburg y de su esposa Antonieta Amalia de Brunswick-Wolfenbüttel. La hermana de su madre, Isabel Cristina, esposa del emperador Carlos VI, dispuso su matrimonio con la duquesa Ana Leopóldovna de Mecklenburg-Schwerin, hija de Carlos Leopoldo de Mecklemburgo-Schwerin, y nieta del zar Iván V de Rusia, y fue llevado a Rusia en 1733, para que él y Ana se conocieran.

## Matrimonio
El matrimonio tuvo lugar en 1739. Este matrimonio tenía la intención de fortalecer las relaciones entre las casas de los Románov y los Habsburgo. En 1740, su hijo, Iván, se convirtió en zar. Inicialmente, Ernst Johann von Biron fue regente, pero cuando surgieron rumores de que planeaba exiliar a Antonio y Ana para Alemania, lo derrocaron y Ana fue nombrada regente. Poco tiempo después, una sublevación en 1741 eliminó a su familia del poder.

### Descendencia
Con Ana Leopóldovna de Mecklenburg-Schwerin tuvo cinco hijos:
- Ivan VI (1740-1764), Zar de Rusia entre 1740-1741, asesinado.
- Catalina (1741-1807), enviada a arresto domiciliario en Horsens, Dinamarca en 1780.
- Isabel (1743-1782), enviada a arresto domiciliario en Horsens, Dinamarca en 1780.
- Pedro (1745-1798), enviado a arresto domiciliario en Horsens, Dinamarca en 1780.
- Alekséi (1746-1787), enviado a arresto domiciliario en Horsens, Dinamarca en 1780.

## Encarcelación
La nueva emperatriz, Isabel I de Rusia, mandó a Antonio Ulrico, su esposa, y sus hijos a ser encarcelados. Permanecieron así durante el resto de sus vidas. Los años de reclusión fueron duros, y a la familia se le negó periódicamente muchas cosas necesarias. Se prohibió prácticamente toda comunicación con el mundo exterior, con la excepción de unos pocos funcionarios. El gobernador de Arcangelsk los visitaba regularmente para preguntar por su salud. 
En 1762, Catalina II de Rusia ofreció permiso al Duque para salir de Rusia, con la condición de dejar a sus hijos atrás, pero él se negó. Perdió la vista antes de morir. Fue enterrado con mucha discreción, y los soldados tenían prohibido revelar el lugar de su sepultura, pero su ataúd fue decorado con plata.
Los niños sobrevivientes fueron liberados de la prisión, y puestos bajo la custodia de su ambiciosa tía, la reina viuda de Dinamarca Juliana Maria de Brunswick-Wolfenbüttel. Fueron llevados a la fortaleza Novodvinsk la noche del 27 de junio de 1780 y salieron de Rusia el 30 de junio. Se establecieron en Jutlandia, donde vivieron en un cómodo arresto domiciliario en Horsens para el resto de sus vidas, bajo la tutela de Juliana y a expensas de Catalina. Después de haber vivido como prisioneros, no estaban acostumbrados a la vida social y mantenían una pequeña "corte" de 40 o 50 personas todas ellas, con excepción del sacerdote, de Dinamarca. La pensión que les concedió Catalina, se pagó hasta que el último de ellos murió en 1807.

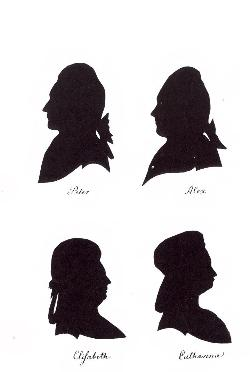
Siluetas de los cuatro hijos supervivientes en Horsens.

## Ascendencia
| Antonio Ulrico de Brunswick-Wolfenbuttel | Padre: Fernando Alberto II, duque de Brunswick-Lüneburg | Abuelo paterno: Fernando Alberto I, duque de Brunswick-Lüneburg | Bisabuelo paterno: Augusto de Brunswick-Lüneburg                |
| Antonio Ulrico de Brunswick-Wolfenbuttel | Padre: Fernando Alberto II, duque de Brunswick-Lüneburg | Abuelo paterno: Fernando Alberto I, duque de Brunswick-Lüneburg | Bisabuela paterna: Isabel Sofía de Mecklemburgo                 |
| Antonio Ulrico de Brunswick-Wolfenbuttel | Padre: Fernando Alberto II, duque de Brunswick-Lüneburg | Abuela paterna: Cristina de Hesse-Eschwege                      | Bisabuelo paterno: Federico de Hesse-Eschwege                   |
| Antonio Ulrico de Brunswick-Wolfenbuttel | Padre: Fernando Alberto II, duque de Brunswick-Lüneburg | Abuela paterna: Cristina de Hesse-Eschwege                      | Bisabuela paterna: Leonor Catalina de Zweibrücken               |
| Antonio Ulrico de Brunswick-Wolfenbuttel | Madre: Antonieta Amalia de Brunswick-Wolfenbüttel       | Abuelo materno: Luis Rodolfo de Brunswick-Luneburgo             | Bisabuelo materno: Antonio Ulrico de Brunswick-Luneburgo        |
| Antonio Ulrico de Brunswick-Wolfenbuttel | Madre: Antonieta Amalia de Brunswick-Wolfenbüttel       | Abuelo materno: Luis Rodolfo de Brunswick-Luneburgo             | Bisabuela materna: Isabel Juliana de Schleswig-Holstein-Norburg |
| Antonio Ulrico de Brunswick-Wolfenbuttel | Madre: Antonieta Amalia de Brunswick-Wolfenbüttel       | Abuela materna: Catalina Cristina Luisa de Oettingen-Oettingen  | Bisabuelo materno: Alberto Ernesto I de Öttingen-Öttingen       |
| Antonio Ulrico de Brunswick-Wolfenbuttel | Madre: Antonieta Amalia de Brunswick-Wolfenbüttel       | Abuela materna: Catalina Cristina Luisa de Oettingen-Oettingen  | Bisabuela materna: Cristina Federica de Wurtemberg              |